# Кавалерский корпус (Ломоносов)
Кавалерский корпус (согласно плану Сент-Илера от 1778 года, Императорская кухня) — памятник архитектуры. Расположен в Ломоносове, в Верхнем парке. Главное сооружение среди хозяйственных зданий Китайского дворца, стоящее восточнее его. Построено по проекту Антонио Ринальди в 1767 году.
Здание двухэтажное, каменное, центр выделен ризалитом в три оси и аттиком над карнизом, также ризалитами подчёркнуты торцы флигелей. У прямоугольных окон сделаны наличники простой формы, над окнами первого этажа сделаны прямые сандрики, окна центрального ризалита обладают полукруглыми завершениями. В плане здание прямоугольное с тремя вытянутыми флигелями, вместе образующими букву «ш». Главный фасад обращён к Ропшинской дороге (отделяющей здание от парадного участка при дворце). Стены слегка раскрепованы.
Изначально здание было одноэтажным. Со стороны двора у дома была открытая галерея, двор-курдонёр был закрыт оградой с воротами. У здания были погреба и высокая черепичная крыша, вероятно, наличники были сложной барочной формы.
Второй этаж был надстроен в 1807 году при приспособлении под госпиталь, одновременно с этим были изменены интерьеры. Два флигеля предположительно изначально были двухэтажными, третий флигель был построен между 1807 и 1843 годами.
В 1843—1845 годах здание было частично реконструировано, приспособлено под квартиры.
В 1985 году существовал проект реконструкции И. Е. Павловой с приспособлением под профилакторий. Над графической реконструкцией внешнего облика работал Н. В. Гарагашьян.
На 2020-е годы здание используется как административное.